# Municipio de Hale (Minnesota)
El municipio de Hale (en inglés: Hale Township) es un municipio ubicado en el condado de McLeod en el estado estadounidense de Minnesota. En el año 2010 tenía una población de 942 habitantes y una densidad poblacional de 10,26 personas por km².

## Geografía
El municipio de Hale se encuentra ubicado en las coordenadas 44°55′52″N 94°12′00″O / 44.93111, -94.20000. Según la Oficina del Censo de los Estados Unidos, el municipio tiene una superficie total de 91.84 km², de la cual 88,63 km² corresponden a tierra firme y (3,49 %) 3,21 km² es agua.

## Demografía
Según el censo de 2010, había 942 personas residiendo en el municipio de Hale. La densidad de población era de 10,26 hab./km². De los 942 habitantes, el municipio de Hale estaba compuesto por el 97,66 % blancos, el 0,42 % eran afroamericanos, el 0,11 % eran amerindios, el 0,21 % eran asiáticos, el 0,42 % eran de otras razas y el 1,17 % eran de una mezcla de razas. Del total de la población el 0,53 % eran hispanos o latinos de cualquier raza.